# Montecchio (Giano dell'Umbria)
Montecchio è una frazione del comune di Giano dell'Umbria (PG).
Secondo i dati del censimento Istat del 2001, il paese è occupato da 123 abitanti.
Il piccolo borgo si trova a 451 m s.l.m., su un colle che domina il tracciato dell'antica via Flaminia.

## Storia
La zona di Giano, Montecchio e Castagnola anticamente veniva chiamata "Normannia", per via del campo normanno stabilitovisi quando questi dovettero attaccare le terre del granduca di Spoleto .
Il castello venne edificato intorno al X secolo e divenne proprietà dei signori di Giano, in base alle informazioni provenienti da un registro ecclesiastico compilato nel 1192.
Nel 1247, assieme a Giano ed a Castagnola, si pose sotto la giurisdizione di Spoleto, che nel 1293 nominò vicario un tale Apollonio di Aldobrandino.
Gia nel 1321, però, passò a Todi e nel 1373 vi fu fatta edificare la Rocca Regia (o Rocca di Todi) per volere di Gregorio XI.
Nel 1392 passò al signore di Foligno, Ugolino III Trinci, che lo ebbe come vicariato da Bonifacio IX per cinque anni. Un altro Trinci, Corrado XV, nel 1435 lo restituì al governatore di Perugia, monsignor Alberti.
Nel 1530 le sue mura ospitarono per qualche giorno Clemente VII, al ritorno da Bologna e diretto a Roma, mentre nel 1553 fu assalito da truppe francesi dirette a Napoli, e gli abitanti si rifugiarono sulle montagne circostanti.
Sotto lo Stato della Chiesa fu appodiato a Spoleto (dal 1516 al 1816), mentre dopo l'Unità d'Italia del 1861 passò definitivamente al comune di Giano.

## Monumenti e luoghi d'interesse
- La cinta muraria (XIV secolo) è ben conservata ed è stata edificata su mura ancora più antiche (XII secolo). Sulla porta d'ingresso al castello è ancora possibile scorgere lo stemma di Spoleto;
- La piazza centrale, su cui da il palazzo della comunità (XVI secolo);
- Chiesa di San Bartolomeo, a navata unica e con cinque campate coperte a capriate, contiene numerosi frammenti di affreschi e sculture antiche;
- nelle immediate vicinanze del castello, in basso, si trovava un antico ospedale per i viandanti, funzionante fino al XVIII secolo, posto lungo il tracciato della Flaminia.

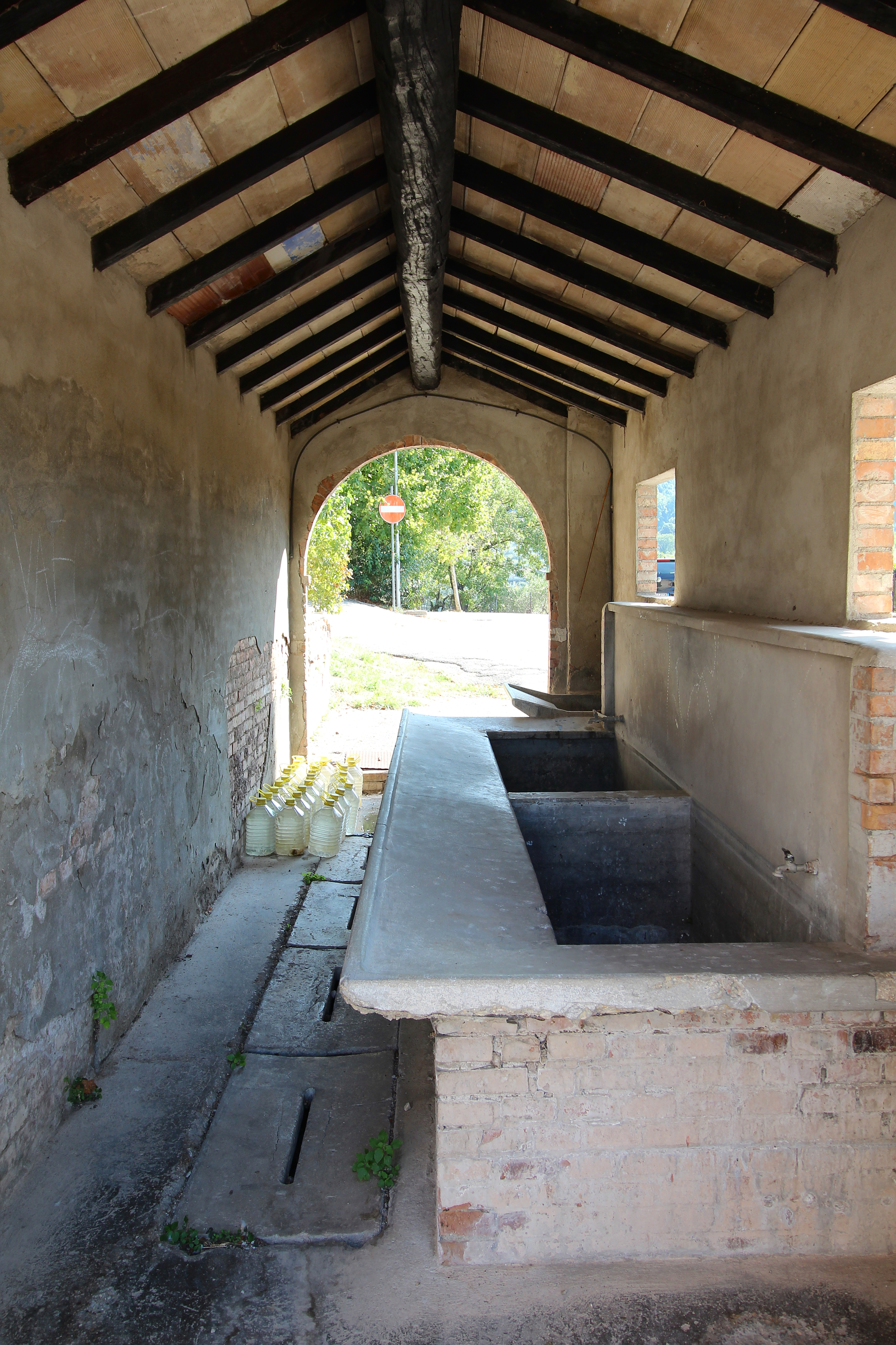
L'antico fontanile
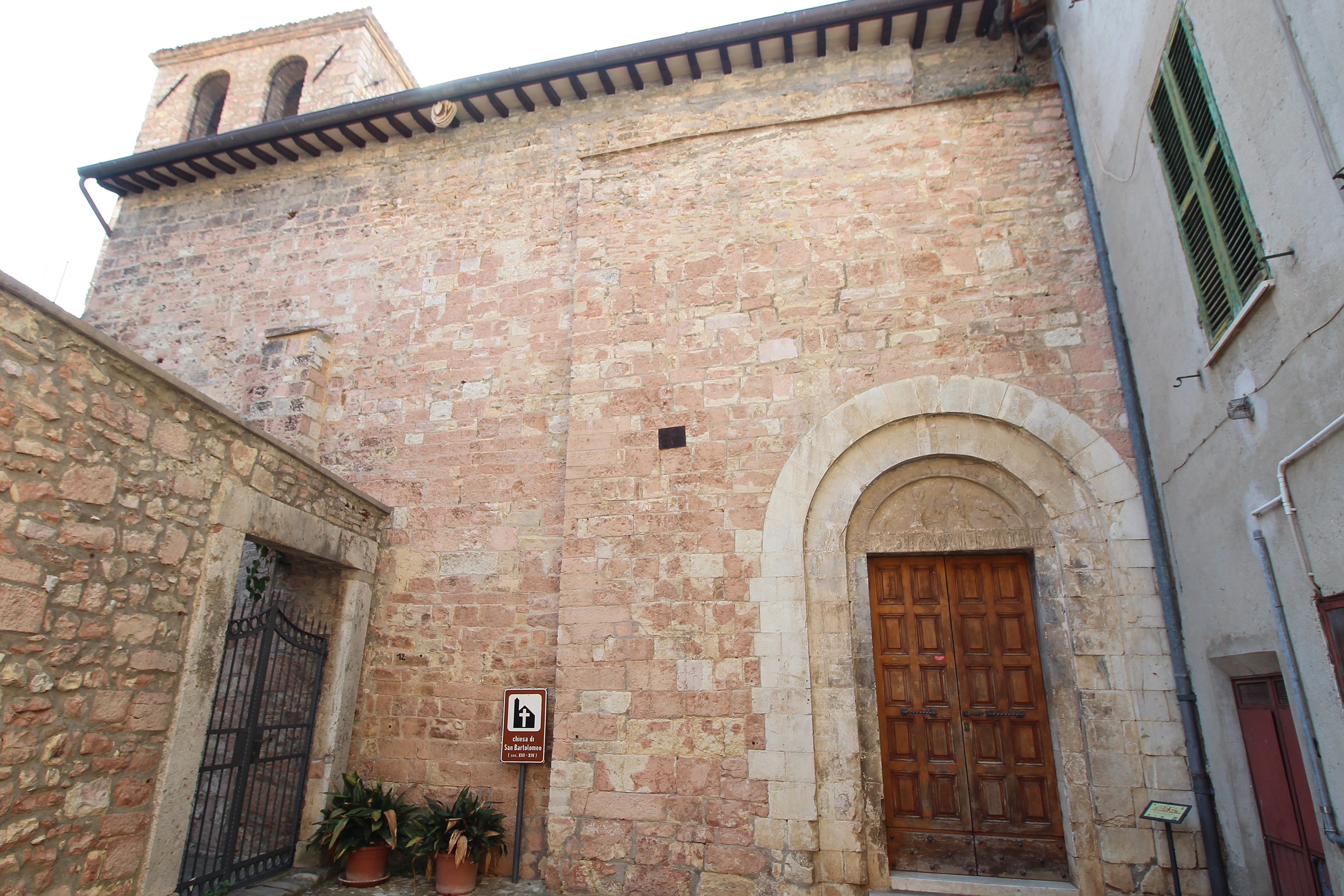
La chiesa di San Bartolomeo
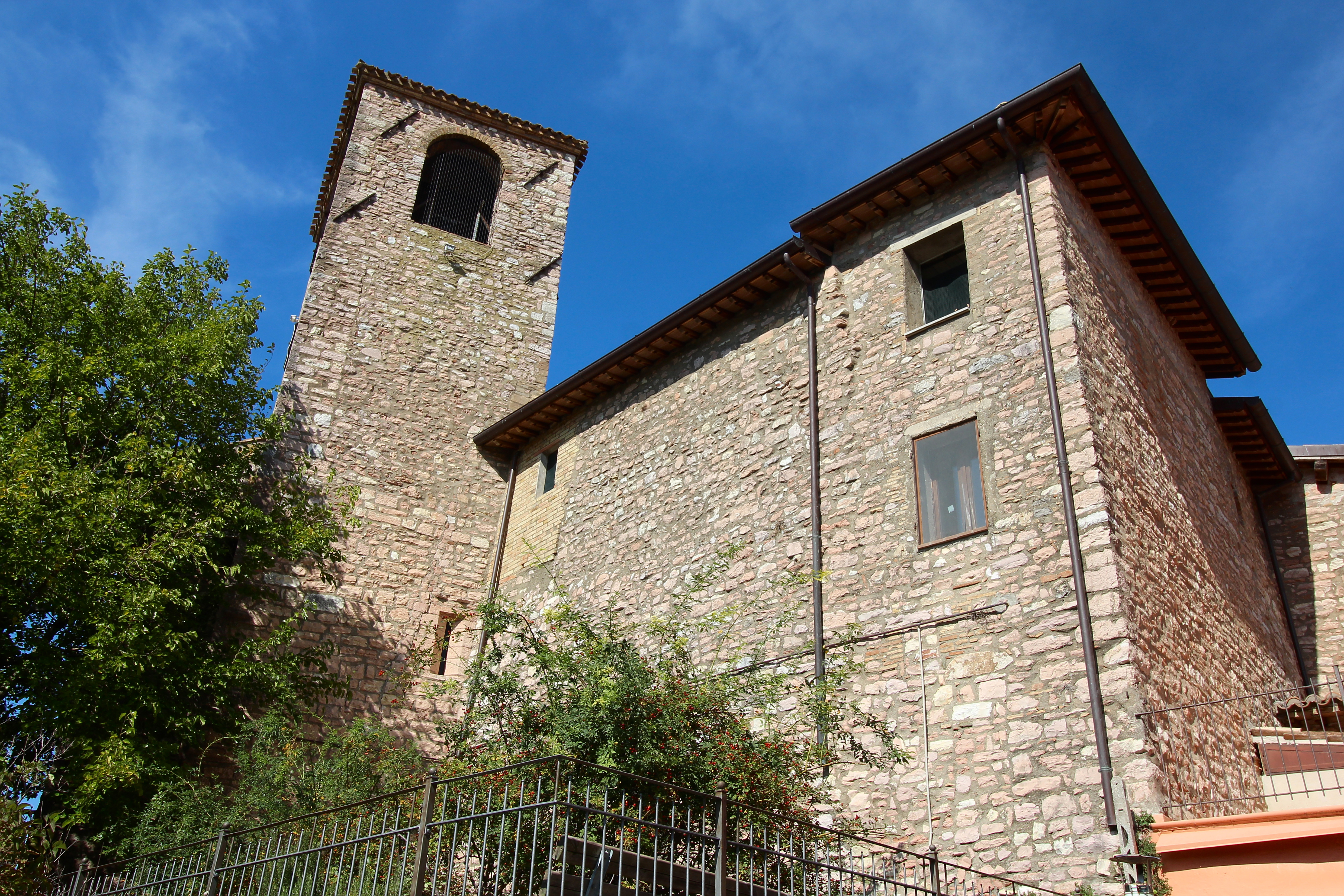
San Bartolomeo